# Camptotypus flavicans
Camptotypus flavicans là một loài tò vò trong họ Ichneumonidae.